# Eleições presidenciais portuguesas de 2001 no distrito da Guarda
| Eleições presidenciais portuguesas de 2001 Distritos: Aveiro \| Beja \| Braga \| Bragança \| Castelo Branco \| Coimbra \| Évora \| Faro \| Guarda \| Leiria \| Lisboa \| Portalegre \| Porto \| Santarém \| Setúbal \| Viana do Castelo \| Vila Real \| Viseu \| Açores \| Madeira \| Estrangeiro |

## Resultados por Concelho
Os resultados nos concelhos do Distrito da Guarda foram os seguintes:

### Aguiar da Beira
| Candidato               | Candidato                  | Votos | %               |
| ----------------------- | -------------------------- | ----- | --------------- |
|                         | Joaquim Ferreira do Amaral | 1 537 | 56,36 / 100,00  |
|                         | Jorge Sampaio              | 1 048 | 38,43 / 100,00  |
|                         | Fernando Rosas             | 69    | 2,53 / 100,00   |
|                         | António Abreu              | 45    | 1,65 / 100,00   |
|                         | António Garcia Pereira     | 28    | 1,03 / 100,00   |
| Votos Inválidos         | Votos Inválidos            | 77    | 2,74 / 100,00   |
| Total                   | Total                      | 2 804 | 100,00 / 100,00 |
| Eleitorado/Participação | Eleitorado/Participação    | 6 042 | 46,41 / 100,00  |

### Almeida
| Candidato               | Candidato                  | Votos | %               |
| ----------------------- | -------------------------- | ----- | --------------- |
|                         | Jorge Sampaio              | 2 061 | 49,83 / 100,00  |
|                         | Joaquim Ferreira do Amaral | 1 833 | 44,32 / 100,00  |
|                         | Fernando Rosas             | 104   | 2,51 / 100,00   |
|                         | António Abreu              | 88    | 2,13 / 100,00   |
|                         | António Garcia Pereira     | 50    | 1,21 / 100,00   |
| Votos Inválidos         | Votos Inválidos            | 110   | 2,59 / 100,00   |
| Total                   | Total                      | 4 246 | 100,00 / 100,00 |
| Eleitorado/Participação | Eleitorado/Participação    | 8 801 | 48,24 / 100,00  |

### Celorico da Beira
| Candidato               | Candidato                  | Votos | %               |
| ----------------------- | -------------------------- | ----- | --------------- |
|                         | Jorge Sampaio              | 1 980 | 51,60 / 100,00  |
|                         | Joaquim Ferreira do Amaral | 1 661 | 43,29 / 100,00  |
|                         | Fernando Rosas             | 88    | 2,29 / 100,00   |
|                         | António Abreu              | 67    | 1,75 / 100,00   |
|                         | António Garcia Pereira     | 41    | 1,07 / 100,00   |
| Votos Inválidos         | Votos Inválidos            | 104   | 2,64 / 100,00   |
| Total                   | Total                      | 3 941 | 100,00 / 100,00 |
| Eleitorado/Participação | Eleitorado/Participação    | 8 541 | 46,14 / 100,00  |

### Figueira de Castelo Rodrigo
| Candidato               | Candidato                  | Votos | %               |
| ----------------------- | -------------------------- | ----- | --------------- |
|                         | Jorge Sampaio              | 1 745 | 53,68 / 100,00  |
|                         | Joaquim Ferreira do Amaral | 1 384 | 42,57 / 100,00  |
|                         | Fernando Rosas             | 62    | 1,91 / 100,00   |
|                         | António Abreu              | 36    | 1,11 / 100,00   |
|                         | António Garcia Pereira     | 24    | 0,74 / 100,00   |
| Votos Inválidos         | Votos Inválidos            | 58    | 1,76 / 100,00   |
| Total                   | Total                      | 3 309 | 100,00 / 100,00 |
| Eleitorado/Participação | Eleitorado/Participação    | 6 712 | 49,30 / 100,00  |

### Fornos de Algodres
| Candidato               | Candidato                  | Votos | %               |
| ----------------------- | -------------------------- | ----- | --------------- |
|                         | Jorge Sampaio              | 1 388 | 48,24 / 100,00  |
|                         | Joaquim Ferreira do Amaral | 1 314 | 45,67 / 100,00  |
|                         | Fernando Rosas             | 73    | 2,54 / 100,00   |
|                         | António Abreu              | 64    | 2,22 / 100,00   |
|                         | António Garcia Pereira     | 38    | 1,32 / 100,00   |
| Votos Inválidos         | Votos Inválidos            | 61    | 2,08 / 100,00   |
| Total                   | Total                      | 2 938 | 100,00 / 100,00 |
| Eleitorado/Participação | Eleitorado/Participação    | 5 557 | 52,87 / 100,00  |

### Gouveia
| Candidato               | Candidato                  | Votos  | %               |
| ----------------------- | -------------------------- | ------ | --------------- |
|                         | Jorge Sampaio              | 3 845  | 53,96 / 100,00  |
|                         | Joaquim Ferreira do Amaral | 2 756  | 38,68 / 100,00  |
|                         | António Abreu              | 250    | 3,51 / 100,00   |
|                         | Fernando Rosas             | 185    | 2,60 / 100,00   |
|                         | António Garcia Pereira     | 89     | 1,25 / 100,00   |
| Votos Inválidos         | Votos Inválidos            | 210    | 2,86 / 100,00   |
| Total                   | Total                      | 7 335  | 100,00 / 100,00 |
| Eleitorado/Participação | Eleitorado/Participação    | 15 628 | 46,93 / 100,00  |

### Guarda
| Candidato               | Candidato                  | Votos  | %               |
| ----------------------- | -------------------------- | ------ | --------------- |
|                         | Jorge Sampaio              | 9 762  | 55,01 / 100,00  |
|                         | Joaquim Ferreira do Amaral | 6 806  | 38,35 / 100,00  |
|                         | Fernando Rosas             | 462    | 2,60 / 100,00   |
|                         | António Abreu              | 425    | 2,39 / 100,00   |
|                         | António Garcia Pereira     | 292    | 1,65 / 100,00   |
| Votos Inválidos         | Votos Inválidos            | 583    | 3,18 / 100,00   |
| Total                   | Total                      | 18 330 | 100,00 / 100,00 |
| Eleitorado/Participação | Eleitorado/Participação    | 36 720 | 49,92 / 100,00  |

### Manteigas
| Candidato               | Candidato                  | Votos | %               |
| ----------------------- | -------------------------- | ----- | --------------- |
|                         | Jorge Sampaio              | 795   | 57,40 / 100,00  |
|                         | Joaquim Ferreira do Amaral | 484   | 34,95 / 100,00  |
|                         | António Abreu              | 59    | 4,26 / 100,00   |
|                         | Fernando Rosas             | 27    | 1,95 / 100,00   |
|                         | António Garcia Pereira     | 20    | 1,44 / 100,00   |
| Votos Inválidos         | Votos Inválidos            | 53    | 3,68 / 100,00   |
| Total                   | Total                      | 1 438 | 100,00 / 100,00 |
| Eleitorado/Participação | Eleitorado/Participação    | 3 566 | 40,33 / 100,00  |

### Mêda
| Candidato               | Candidato                  | Votos | %               |
| ----------------------- | -------------------------- | ----- | --------------- |
|                         | Joaquim Ferreira do Amaral | 1 509 | 50,20 / 100,00  |
|                         | Jorge Sampaio              | 1 327 | 44,15 / 100,00  |
|                         | Fernando Rosas             | 82    | 2,73 / 100,00   |
|                         | António Garcia Pereira     | 48    | 1,60 / 100,00   |
|                         | António Abreu              | 40    | 1,33 / 100,00   |
| Votos Inválidos         | Votos Inválidos            | 67    | 2,18 / 100,00   |
| Total                   | Total                      | 3 073 | 100,00 / 100,00 |
| Eleitorado/Participação | Eleitorado/Participação    | 6 550 | 46,92 / 100,00  |

### Pinhel
| Candidato               | Candidato                  | Votos  | %               |
| ----------------------- | -------------------------- | ------ | --------------- |
|                         | Joaquim Ferreira do Amaral | 2 351  | 47,00 / 100,00  |
|                         | Jorge Sampaio              | 2 317  | 46,32 / 100,00  |
|                         | António Abreu              | 136    | 2,72 / 100,00   |
|                         | Fernando Rosas             | 115    | 2,30 / 100,00   |
|                         | António Garcia Pereira     | 83     | 1,66 / 100,00   |
| Votos Inválidos         | Votos Inválidos            | 152    | 2,95 / 100,00   |
| Total                   | Total                      | 5 154  | 100,00 / 100,00 |
| Eleitorado/Participação | Eleitorado/Participação    | 11 444 | 45,04 / 100,00  |

### Sabugal
| Candidato               | Candidato                  | Votos  | %               |
| ----------------------- | -------------------------- | ------ | --------------- |
|                         | Jorge Sampaio              | 3 293  | 48,41 / 100,00  |
|                         | Joaquim Ferreira do Amaral | 3 135  | 46,08 / 100,00  |
|                         | Fernando Rosas             | 145    | 2,13 / 100,00   |
|                         | António Abreu              | 132    | 1,94 / 100,00   |
|                         | António Garcia Pereira     | 98     | 1,44 / 100,00   |
| Votos Inválidos         | Votos Inválidos            | 212    | 3,02 / 100,00   |
| Total                   | Total                      | 7 015  | 100,00 / 100,00 |
| Eleitorado/Participação | Eleitorado/Participação    | 15 836 | 44,30 / 100,00  |

### Seia
| Candidato               | Candidato                  | Votos  | %               |
| ----------------------- | -------------------------- | ------ | --------------- |
|                         | Jorge Sampaio              | 6 941  | 55,86 / 100,00  |
|                         | Joaquim Ferreira do Amaral | 4 630  | 37,26 / 100,00  |
|                         | António Abreu              | 411    | 3,31 / 100,00   |
|                         | Fernando Rosas             | 298    | 2,40 / 100,00   |
|                         | António Garcia Pereira     | 146    | 1,17 / 100,00   |
| Votos Inválidos         | Votos Inválidos            | 382    | 2,98 / 100,00   |
| Total                   | Total                      | 12 808 | 100,00 / 100,00 |
| Eleitorado/Participação | Eleitorado/Participação    | 25 994 | 49,27 / 100,00  |

### Trancoso
| Candidato               | Candidato                  | Votos  | %               |
| ----------------------- | -------------------------- | ------ | --------------- |
|                         | Joaquim Ferreira do Amaral | 2 464  | 50,62 / 100,00  |
|                         | Jorge Sampaio              | 2 141  | 43,98 / 100,00  |
|                         | Fernando Rosas             | 110    | 2,26 / 100,00   |
|                         | António Abreu              | 84     | 1,73 / 100,00   |
|                         | António Garcia Pereira     | 69     | 1,42 / 100,00   |
| Votos Inválidos         | Votos Inválidos            | 154    | 3,06 / 100,00   |
| Total                   | Total                      | 5 022  | 100,00 / 100,00 |
| Eleitorado/Participação | Eleitorado/Participação    | 10 712 | 46,88 / 100,00  |

### Vila Nova de Foz Côa
| Candidato               | Candidato                  | Votos | %               |
| ----------------------- | -------------------------- | ----- | --------------- |
|                         | Jorge Sampaio              | 1 954 | 49,78 / 100,00  |
|                         | Joaquim Ferreira do Amaral | 1 753 | 44,66 / 100,00  |
|                         | Fernando Rosas             | 97    | 2,47 / 100,00   |
|                         | António Abreu              | 80    | 2,04 / 100,00   |
|                         | António Garcia Pereira     | 41    | 1,04 / 100,00   |
| Votos Inválidos         | Votos Inválidos            | 105   | 2,61 / 100,00   |
| Total                   | Total                      | 4 030 | 100,00 / 100,00 |
| Eleitorado/Participação | Eleitorado/Participação    | 8 696 | 46,34 / 100,00  |